# Serie B2 2022-2023 (pallavolo)
La Serie B2 2022-2023 si è svolta dall'8 ottobre 2022 al 3 giugno 2023: al torneo hanno partecipato centrocinquantaquattro squadre di club italiane.

## Regolamento

### Formula
Le squadre, divise in undici gironi, hanno disputato un girone all'italiana, con gare di andata e ritorno, per un totale di ventisei giornate; al termine della regular season:
- La prima classificata di ogni girone è stata promossa in Serie B1.
- La seconda classificata di ogni girone e la migliore terza classificata dei gironi G-H-I-L-M hanno acceduto alla prima fase dei play-off promozione.
- Le squadre classificate al decimo ed undicesimo posto di ogni girone, nel caso di distacco non superiore ai due punti, hanno acceduto ai play-out; nel caso di maggior distacco la squadra undicesima classificata è retrocessa in Serie C.
- Le squadre classificate al dodicesimo, tredicesimo e quattordicesimo posto di ogni girone sono retrocesse in serie C.

Per i play-off promozione le squadre sono state divise in due rami, il ramo A per i gironi dalla A alla F e il ramo B per i gironi dalla G alla M. La formula ha previsto due fasi. Per ciascun ramo:
- Nella prima fase le sei squadre si sono incontrate in un turno ad eliminazione diretta con gare di andata e ritorno (in caso di parità di punti dopo le due partite è stato disputato un golden set); le tre squadre vincenti hanno acceduto alla seconda fase.
- Nella seconda fase le squadre hanno disputato un girone all'italiana con gare di sola andata: le squadre classificate al primo posto sono state promosse in Serie B1.

I play-out si sono giocati con gare di andata e ritorno (in caso di parità di punti dopo le due partite è stato disputato un golden set); le squadre perdenti sono retrocesse in Serie C.

### Criteri di classifica
Se il risultato finale è stato di 3-0 o 3-1 sono stati assegnati 3 punti alla squadra vincente e 0 a quella sconfitta, se il risultato finale è stato di 3-2 sono stati assegnati 2 punti alla squadra vincente e 1 a quella sconfitta.
L'ordine del posizionamento in classifica è stato definito in base a:
- Punti;
- Numero di partite vinte;
- Ratio dei set vinti/persi;
- Ratio dei punti realizzati/subiti.

## Squadre partecipanti

### Girone A
- Albisola
- Certosa
- Chieri '76 II
- Cuneo Granda II
- CUS Torino
- Florens Vigevano
- Issa
- Junior Casale
- L'Alba
- Lasalliano
- Rivarolo Canavese
- Savigliano
- Team Volley
- UIV Pavia

### Girone B
- Agrate
- Argentia
- Arosio
- Bedizzole
- Bellusco
- Brembo
- Chorus
- Flero
- Lurano
- Mandello
- New Adda
- Olginate
- Torbole Casaglia
- Volley36

### Girone C
- Alfieri Cagliari
- Amatori Orago
- Cagliero
- Cinisello
- CSC Cusano
- Garibaldi
- Gorla
- La Smeralda
- Lazzate
- New Ripalta
- Novate
- Pro Victoria II
- Villa Cortese
- Visette

### Girone D
- Argentario
- Arzignano
- ATA Trento
- Bassano
- C9
- Cerea
- Marzola
- Olympia Padova
- Orgiano
- Peschiera
- San Vito
- Team 2007
- Torri
- Vicenza II

### Girone E
- Asolo
- Chions Fiume
- Clodia
- CUS Venezia
- Eagles
- Fusion
- Natisonia
- Sangiorgina
- Stra
- Talmassons II
- Team Conegliano
- Thermal
- Virtus Trieste
- Vivil

### Girone F
- Alsenese
- Anderlini
- Arbor
- Bologna II
- Centro Reggiano
- Davis 2C 2003
- Galaxy
- Gossolengo
- Persicetana
- Polriva
- Rivalta
- Rubierese
- San Giorgio
- Stadium Mirandola

### Girone G
- Ambra Cavallini
- Angels Project
- APAV Calcinelli-Lucrezia
- Athena Rimini
- Castenaso
- Monte Urano
- Olimpia Teodora
- Ozzano
- Pagliare
- Pistoia La Fenice
- Prato Project
- Riccione
- Torresi
- Tris

### Girone H
- Arnopolis
- Calenzano
- Civitavecchia
- Empoli
- Fossato
- Grosseto
- Ius Arezzo
- Montesport
- Piandiscò
- Rinascita Firenze
- San Feliciano
- Trestina
- Viterbo
- Wealth Planet Perugia II

### Girone I
- Accademia Benevento
- Ancis Villaricca
- Dea
- Friends Roma
- ICS Santa Lucia
- Ostia
- Pontecagnano Faiano
- Pozzuoli
- Roma Club II
- Talete
- Terracina
- Vesuvio Oplonti
- Volleyrò
- Volare Benevento

### Girone L
- Adriatica
- Cutrofiano
- Castellaneta
- Cerignola
- Effe Isernia
- Europa
- FLV Cerignola
- Futura Teramo
- Il Podio Fasano
- Mesagne
- Pescara 3
- Sportilia
- Star Bisceglie
- Teatina

### Girone M
- Gioiosa 1990
- Albaverde
- ALUS Mascalucia
- Ardens Comiso
- Crotone
- CUS Catania
- Ericina
- Fidelis Torretta
- Nigithor
- Planet
- Reghion
- Saracena
- Valley
- Zafferana

## Torneo

### Play-off promozione

#### Ramo A (gironi A-B-C-D-E-F)

##### Prima fase

###### Tabellone
|  | Fase 1 |                  |   |     |  |
|  |        |                  |   |     |  |
|  | 2A     | UIV Pavia        | 3 | 215 |  |
|  | 2B     | Torbole Casaglia | 2 | 311 |  |

|  | Fase 1 |               |   |   |  |
|  |        |               |   |   |  |
|  | 2C     | Villa Cortese | 3 | 3 |  |
|  | 2D     | Cerea         | 0 | 0 |  |

|  | Fase 1 |                 |   |     |  |
|  |        |                 |   |     |  |
|  | 2F     | San Giorgio     | 0 | 315 |  |
|  | 2E     | Team Conegliano | 3 | 010 |  |

###### Risultati
| Andata |                               |     |                                   |
|        |                               |     |                                   |
| 13-05  | Torbole Casaglia - UIV Pavia  | 2-3 | 25-18, 30-32, 25-21, 21-25, 13-15 |
| 14-05  | Cerea - Villa Cortese         | 0-3 | 21-25, 15-25, 18-25               |
| 13-05  | Team Conegliano - San Giorgio | 3-0 | 25-15, 25-12, 25-21               |

| Ritorno |                               |     |                                                     |
|         |                               |     |                                                     |
| 20-05   | UIV Pavia - Torbole Casaglia  | 2-3 | 25-22, 22-25, 25-14, 26-28, 10-15 Golden set: 15-11 |
| 20-05   | Villa Cortese - Cerea         | 3-0 | 25-16, 25-17, 25-23                                 |
| 20-05   | San Giorgio - Team Conegliano | 3-0 | 25-17, 25-22, 25-12 Golden set: 15-10               |

##### Seconda fase

###### Risultati
| Prima giornata |                             |           |                            |
|                |                             |           |                            |
| Riposa:        | UIV Pavia                   | UIV Pavia | UIV Pavia                  |
| 27-05          | San Giorgio - Villa Cortese | 1-3       | 25-23, 18-25, 21-25, 15-25 |

| Seconda giornata |                         |               |                     |
|                  |                         |               |                     |
| Riposa:          | Villa Cortese           | Villa Cortese | Villa Cortese       |
| 30-05            | UIV Pavia - San Giorgio | 3-0           | 25-13, 25-18, 25-23 |

| Terza giornata |                           |             |                            |
|                |                           |             |                            |
| Riposa:        | San Giorgio               | San Giorgio | San Giorgio                |
| 03-06          | Villa Cortese - UIV Pavia | 3-1         | 25-13, 25-23, 20-25, 25-15 |

###### Classifica
| Pos. | Squadra       | Pt | G | V | P | SV | SP | Ratio | PF  | PS  | Ratio |
| ---- | ------------- | -- | - | - | - | -- | -- | ----- | --- | --- | ----- |
| 1.   | Villa Cortese | 6  | 2 | 2 | 0 | 6  | 2  | 3,000 | 193 | 155 | 1,245 |
| 2.   | UIV Pavia     | 3  | 2 | 1 | 1 | 4  | 3  | 1,333 | 151 | 149 | 1,013 |
| 3.   | San Giorgio   | 0  | 2 | 0 | 2 | 1  | 6  | 0,167 | 133 | 173 | 0,769 |

      Promossa in serie B1.

#### Ramo B (gironi G-H-I-L-M)

##### Prima fase

###### Tabellone
|  | Fase 1 |         |   |   |  |
|  |        |         |   |   |  |
|  | 2L     | Mesagne | 3 | 3 |  |
|  | 3M     | Crotone | 0 | 0 |  |

|  | Fase 1 |                 |   |   |  |
|  |        |                 |   |   |  |
|  | 2G     | Ambra Cavallini | 3 | 3 |  |
|  | 2I     | Vesuvio Oplonti | 0 | 0 |  |

|  | Fase 1 |           |   |   |  |
|  |        |           |   |   |  |
|  | 2M     | Albaverde | - | - |  |
|  | 2H     | Empoli    | - | - |  |

###### Risultati
| Andata |                                   |     |                     |
|        |                                   |     |                     |
| 13-05  | Crotone - Mesagne                 | 0-3 | 23-25, 23-25, 21-25 |
| 13-05  | Vesuvio Oplonti - Ambra Cavallini | 0-3 | 23-25, 18-25, 16-25 |
| 13-05  | Empoli - Albaverde                | -   | non disputata       |

| Ritorno |                                   |     |                     |
|         |                                   |     |                     |
| 21-05   | Mesagne - Crotone                 | 3-0 | 25-22, 25-16, 28-26 |
| 21-05   | Ambra Cavallini - Vesuvio Oplonti | 3-0 | 25-20, 25-18, 25-18 |
| 21-05   | Albaverde - Empoli                | -   | non disputata       |

##### Seconda fase

###### Risultati
| Prima giornata |                     |                 |                     |
|                |                     |                 |                     |
| Riposa:        | Ambra Cavallini     | Ambra Cavallini | Ambra Cavallini     |
| 27-05          | Albaverde - Mesagne | 0-3             | 16-25, 14-25, 17-25 |

| Seconda giornata |                             |         |                            |
|                  |                             |         |                            |
| Riposa:          | Mesagne                     | Mesagne | Mesagne                    |
| 31-05            | Ambra Cavallini - Albaverde | 3-1     | 22-25, 27-25, 25-14, 25-19 |

| Terza giornata |                           |           |                     |
|                |                           |           |                     |
| Riposa:        | Albaverde                 | Albaverde | Albaverde           |
| 03-06          | Mesagne - Ambra Cavallini | 3-0       | 25-19, 25-22, 25-12 |

###### Classifica
| Pos. | Squadra         | Pt | G | V | P | SV | SP | Ratio | PF  | PS  | Ratio |
| ---- | --------------- | -- | - | - | - | -- | -- | ----- | --- | --- | ----- |
| 1.   | Mesagne         | 6  | 2 | 2 | 0 | 6  | 0  | MAX   | 150 | 100 | 1,500 |
| 2.   | Ambra Cavallini | 3  | 2 | 1 | 1 | 3  | 4  | 0,750 | 152 | 158 | 0,962 |
| 3.   | Albaverde       | 0  | 2 | 0 | 2 | 1  | 6  | 0,167 | 130 | 174 | 0,747 |

      Promossa in serie B1.

### Play-out

#### Tabellone
|  | Girone A |               |   |   |  |
|  |          |               |   |   |  |
|  | 10C      | Junior Casale | 1 | 2 |  |
|  | 11C      | Savigliano    | 3 | 3 |  |

|  | Girone E |       |   |     |  |
|  |          |       |   |     |  |
|  | 10E      | Vivil | 3 | 015 |  |
|  | 11E      | Stra  | 1 | 313 |  |

|  | Girone H |          |   |   |  |
|  |          |          |   |   |  |
|  | 10H      | Grosseto | 3 | 3 |  |
|  | 11H      | Fossato  | 2 | 0 |  |

|  | Girone L |           |   |   |  |
|  |          |           |   |   |  |
|  | 10L      | Pescara 3 | 3 | 3 |  |
|  | 11L      | Adriatica | 1 | 1 |  |

#### Risultati
| Gara 1 |                            |     |                                   |
|        |                            |     |                                   |
| 13-05  | Savigliano - Junior Casale | 3-1 | 25-20, 17-25, 26-24, 25-18        |
| 13-05  | Stra - Vivil               | 1-3 | 25-22, 24-26, 20-25, 24-26        |
| 13-05  | Fossato - Grosseto         | 2-3 | 25-23, 25-23, 20-25, 14-25, 16-18 |
| 14-05  | Adriatica - Pescara 3      | 1-3 | 20-25, 25-22, 23-25, 18-25        |

| Gara 2 |                            |     |                                       |
|        |                            |     |                                       |
| 20-05  | Junior Casale - Savigliano | 2-3 | 22-25, 17-25, 25-23, 25-18, 8-15      |
| 20-05  | Vivil - Stra               | 0-3 | 18-25, 23-25, 22-25 Golden set: 15-13 |
| 20-05  | Grosseto - Fossato         | 3-0 | 25-23, 25-19, 25-14                   |
| 20-05  | Pescara 3 - Adriatica      | 3-1 | 25-19, 23-25, 25-14, 25-18            |

## Verdetti

### Squadre promosse
- Brembo
- Clodia
- Gossolengo
- ICS Santa Lucia
- Il Podio Fasano
- Lasalliano
- Mesagne
- Montesport
- New Ripalta
- Ozzano
- Peschiera
- Villa Cortese
- Zafferana

### Squadre retrocesse
- Adriatica
- ALUS Mascalucia
- Amatori Orago
- Ardens Comiso
- Arosio
- Athena Rimini
- Bedizzole
- Bologna II
- C9
- Castenaso
- Certosa
- Chions Fiume
- Chorus
- Civitavecchia
- CUS Torino
- Cutrofiano
- Dea
- FLV Cerignola
- Fossato
- Friends Roma
- Fusion
- Garibaldi

- Junior Casale
- La Smeralda
- Monte Urano
- Nigithor
- Pagliare
- Persicetana
- Piandiscò
- Planet
- Polriva
- Rivalta
- Rivarolo Canavese
- Roma Club II
- Stra
- Talmassons II
- Team 2007
- Torri
- Vicenza II
- Visette
- Volley36
- Volleyrò
- Wealth Planet Perugia II